# TV SIM
TV SIM (anteriormente TV Capixaba) é uma emissora de televisão brasileira sediada e  concessionada em Vitória, capital do estado do Espírito Santo. Opera no canal 10 (16 UHF digital) e é afiliada ao SBT. Pertence à Rede Capixaba de Comunicação, braço midiático do Grupo Sá Cavalcante, além de fazer parte desde o dia 20 de dezembro de 2024 da Rede SIM, de Rui Baromeu, através de um acordo de joint venture, gerando sua programação para cerca de 80% do Espírito Santo. Seus estúdios estão localizados no bairro Santa Helena, enquanto sua antena de transmissão está no Morro da Fonte Grande.

## História

### TV Capixaba (1989–2024)

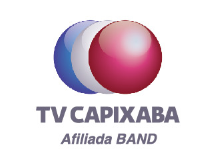
Logotipo da emissora entre 2010 e 2021

A emissora foi fundada em 10 de outubro de 1989 por Walter de Sá Cavalcante, dono do Grupo Sá Cavalcante, o maior grupo empresarial do estado do Espírito Santo, que é responsável por 4 shoppings centers na Região Metropolitana de Vitória, pelas franquias Bob's e Spoleto no Espírito Santo, além de vários outros empreendimentos da construção civil pelo país. Até o dia 31 de dezembro de 2024, a emissora mantinha sua afiliação com a Rede Bandeirantes.
Em dezembro de 2019, a emissora extinguiu o jornalismo local, ocasionando o fim do Jornal Capixaba, que foi substituído pelo Brasil Urgente nacional. Toda a grade de programação passou a ser ocupada por programas independentes.

Logotipo da emissora entre 2021 e 2024

Em 26 de fevereiro de 2021, a emissora encerrou as suas operações em sua antiga sede no bairro Goiabeiras, em Vitória, e se mudou para o Centro Empresarial Shopping Praia da Costa Offices, no município de Vila Velha. Em 1º de março, a emissora estreou também uma nova identidade visual, que também passou a ser adotada pela Rede Capixaba de Comunicação.
No dia 10 de maio, a emissora retomou a produção própria de programas locais com a estreia do jornalístico Estúdio 360, com 2 edições, uma ao meio-dia e a outra as 18h50 da noite, sendo até então a única produção própria da emissora.

### TV SIM (2025–presente)
Em 18 de maio de 2023, os executivos do SBT anunciaram a intenção de não renovar o contrato com a TV Tribuna após 38 anos, sob alegações de sucateamento das instalações da emissora, além da falta de expansão do sinal digital e o processo de recuperação judicial das empresas do Grupo João Santos, com a decisão sendo anunciada no dia 31. A mudança de bandeiras estava inicialmente marcada para o dia 1.° de julho daquele ano.
Apesar da decisão, a Rede Tribuna iniciou um processo judicial contra o Grupo Silvio Santos em junho daquele ano, alegando que a afiliação com o SBT era importante para manter as contas do canal em dia e a sua saída acabaria resultando em demissões, passando por várias reviravoltas, até a Tribuna receber um parecer favorável do Tribunal de Justiça de Pernambuco, mantendo a parceria com o SBT em caráter judicial. A emissora paulista já havia fechado um acordo de cinco anos com a Rede SIM, que levou o caso ao Superior Tribunal de Justiça (STJ) para o reconhecimento da parceria e o julgamento pelo Tribunal de Justiça de São Paulo e não em Pernambuco, que havia dado o parecer favorável à Tribuna, mas o caso foi julgado como improcedente.
Em 8 de dezembro de 2024, foi anunciado inicialmente que a emissora passaria a retransmitir o sinal da Record News, encerrando uma parceria de 39 anos com a Band, que passaria a ser retransmitida pela TV Tribuna. A mudança começaria a valer em 1.° de janeiro de 2025. A informação foi confirmada no dia seguinte (9) após uma reunião entre as TVs Capixaba, Tribuna e a Rede SIM, a última passando a se tornar afiliada do SBT após o encerramento do imbróglio judicial entre os grupos João Santos e Silvio Santos, que durava dois anos.
No dia 20 de dezembro, foi anunciado um acordo de joint-venture entre a Rede SIM e a Rede Capixaba de Comunicação pela retransmissão do SBT no Espírito Santo, resultando numa fusão da TV Capixaba com a Rede SIM, enquanto que a Record News continuaria sendo retransmitida na frequência 8.1, através da afiliada Record News Espírito Santo. No dia 27, a frequência do canal 10.1 de Vitória deixou de levar o nome da TV Capixaba nos aparelhos, passando a utilizar a nomenclatura TV SIM, mas ainda retransmitindo a programação da Band e produções independentes, enquanto que toda a programação local estava suspensa por conta da transição de emissoras, com exceção do jornal Estúdio 360, que foi ao ar até o dia 31 (em cumprimento a lei das telecomunicações que obriga os 5% para os telejornais), assim como foram divulgadas as novas canoplas da emissora.
No primeiro minuto de 2025, a emissora cessou as transmissões da Band e iniciou as transmissões da programação do SBT durante o especial Vira Brasil 2025. Entre os dias 1.° e 5 de janeiro, a emissora exibia integralmente a programação do SBT, além de anunciantes locais e vinhetas da TV SIM, lançando a sua nova programação no dia 6 com a edição local do Tá na Hora, sendo até aquele momento o único programa da emissora. Em 10 de fevereiro, o canal começou a ampliar a grade local com a estreia do ES Notícias no horário das 19h15, o que fez com que o Tá na Hora ES passasse para a faixa das 18h30, além do Alô Espírito Santo às 11h, que estreou no dia 24.

## Sinal digital
| Canal virtual | Canal digital | Resolução de tela | Programação                           |
| ------------- | ------------- | ----------------- | ------------------------------------- |
| 10.1          | 16 UHF        | 1080i             | Programação principal da TV SIM / SBT |

Transição para o sinal digital
Com base no decreto federal de transição das emissoras de TV brasileiras do sinal analógico para o digital, a TV SIM, bem como as outras emissoras de Vitória, cessou suas transmissões pelo canal 15 UHF em 25 de outubro de 2017, seguindo o cronograma oficial da ANATEL.